# فندلس
فندلس (به آلمانی: Fendels) یک منطقهٔ مسکونی در اتریش است که در ناحیه لاندک واقع شده‌است. فندلس ۱۳٫۴۸ کیلومتر مربع مساحت دارد ۱٬۳۵۲ متر بالاتر از سطح دریا واقع شده‌است.